# Dang Tong
Dang Tong es uno de los ocho distritos que forman la provincia camboyana de Kompot, con una población estimada en marzo de 2008 de 54 261 habitantes. Está dividido en las siguientes  comunas (khum), que se muestran asimismo con población estimada de 2008:
- Angkor Meas 6,752
- Damnak Sokram 3,469
- Dang Tong 9,791
- Khcheay Khang Cheung 4,464
- Khcheay Khang Tboung 4,920
- L'ang 6,900
- Mean Ritth 5,098
- Srae Chea Khang Cheung 4,060
- Srae Chea Khang Tboung 2,692
- Totung 6,115[1]